# PME Legend
PME Legend is een Nederlands kledingmerk dat is opgericht in 1992. De afkorting PME staat voor Pall Mall Export. Het merk valt onder de onderneming Just Brands, waarvan onder meer Cast Iron en Vanguard andere merken zijn. PME Legend is hoofdzakelijk een mannenmerk en de collecties worden geassocieerd met de kleding van Amerikaanse vrachtpiloten.

## Geschiedenis
In 1992 is het merk opgericht onder de naam Pall Mall, het sigarettenmerk. Die naam werd overgenomen om meteen naamsbekendheid te hebben. Echter mocht in een aantal landen geen kleding verkocht worden onder een sigarettenmerk. Vandaar dat de naam in 2008 is veranderd naar PME Legend.